# Criterio di Sylvester
In algebra lineare, il criterio di Sylvester è un teorema che fornisce una condizione necessaria e sufficiente affinché una matrice simmetrica o un prodotto scalare siano definiti positivi.
Stabilisce che una matrice hermitiana è definita positiva se e solo se tutti i minori principali di guida sono positivi.

## Il criterio
Sia {\displaystyle A} una matrice simmetrica reale di dimensione {\displaystyle n}. Per {\displaystyle i=1,\ldots ,n}, sia {\displaystyle d_{i}} il determinante (minore) della matrice ottenuta cancellando da {\displaystyle A} le ultime {\displaystyle n-i} righe e le ultime {\displaystyle n-i} colonne.
Il criterio di Sylvester asserisce che la matrice {\displaystyle A} è definita positiva se e solo se {\displaystyle d_{i}>0} per ogni {\displaystyle i}.
Esiste un analogo criterio per testare le matrici definite negative: la matrice {\displaystyle A} è definita negativa se e solo se {\displaystyle (-1)^{i}d_{i}>0} per ogni {\displaystyle i}.

## Dimostrazione
La dimostrazione nel seguito è valida per matrici hermitiane non singolari con coefficienti in {\displaystyle \mathbb {R} }, ovvero matrici simmetriche non singolari.
Una matrice simmetrica {\displaystyle A} è definita positiva se tutti i suoi autovalori {\displaystyle \lambda } sono maggiori di zero ({\displaystyle \lambda >0}), mentre è detta definita non-negativa se {\displaystyle \lambda \geq 0}.
- Teorema 1: Una matrice simmetrica {\displaystyle A} possiede autovalori non negativi se e solo se può essere fattorizzata come {\displaystyle A=B^{T}B}, e tutti gli autovalori sono positivi se e solo se {\displaystyle B} è non singolare.

Per dimostrare l'implicazione diretta, si nota che se {\displaystyle A\in \mathbb {R} ^{n\times n}} è simmetrica allora per il teorema spettrale è diagonalizzabile: esiste una matrice ortogonale {\displaystyle P} tale che {\displaystyle A=PDP^{T}}, dove {\displaystyle D=\mathrm {diag} (\lambda _{1},\lambda _{2},\dots ,\lambda _{n})} è una matrice diagonale reale con sulla diagonale gli autovalori di {\displaystyle A} (che sono gli stessi di {\displaystyle D}), e le colonne di {\displaystyle P} sono gli autovettori di {\displaystyle A}. Se {\displaystyle \lambda _{i}\geq 0} per ogni i allora {\displaystyle D^{1/2}} esiste, e si ha:
{\displaystyle A=PDP^{T}=PD^{1/2}D^{1/2}P^{T}=B^{T}B}
per {\displaystyle B=D^{1/2}P^{T}}, dove {\displaystyle \lambda _{i}\geq 0} per ogni i se {\displaystyle B} è non singolare.
Per ottenere l'implicazione inversa, si nota che se {\displaystyle A} può essere fattorizzata come {\displaystyle A=B^{T}B} allora tutti gli autovalori di {\displaystyle A} sono non negativi perché per ogni coppia {\displaystyle (\lambda ,x)} si ha:
{\displaystyle \lambda ={\frac {x^{T}Ax}{x^{T}x}}={\frac {x^{T}B^{T}Bx}{x^{T}x}}={\frac {||Bx||^{2}}{||x||^{2}}}\geq 0}
- Teorema 2 (decomposizione di Cholesky): La matrice simmetrica {\displaystyle A} possiede pivot positivi se e solo se può essere fattorizzata come {\displaystyle A=R^{T}R}, dove {\displaystyle R} è una matrice triangolare superiore con gli elementi della diagonale positivi. Si tratta della decomposizione di Cholesky di {\displaystyle A}, e {\displaystyle R} è il fattore di Cholesky di {\displaystyle A}.

Per dimostrare l'implicazione diretta, se {\displaystyle A} possiede pivot positivi (quindi è possibile una decomposizione LU) allora è possibile una fattorizzazione del tipo {\displaystyle A=LDU=LDL^{T}} in cui {\displaystyle D=\mathrm {diag} (u_{11},u_{22},\dots ,u_{nn})} è la matrice diagonale contenente i pivot {\displaystyle u_{ii}>0}:
{\displaystyle A=LU'={\begin{bmatrix}1&0&.&0\\l_{12}&1&.&0\\.&.&.&.\\l_{1n}&l_{2n}&.&1\end{bmatrix}}} x {\displaystyle {\begin{bmatrix}u_{11}&u_{12}&.&u_{1n}\\0&u_{22}&.&u_{2n}\\.&.&.&.\\0&0&.&u_{nn}\end{bmatrix}}=LDU={\begin{bmatrix}1&0&.&0\\l_{12}&1&.&0\\.&.&.&.\\l_{1n}&l_{2n}&.&1\end{bmatrix}}} x {\displaystyle {\begin{bmatrix}u_{11}&0&.&0\\0&u_{22}&.&0\\.&.&.&.\\0&0&.&u_{nn}\end{bmatrix}}} x {\displaystyle {\begin{bmatrix}1&u_{12}/u_{11}&.&u_{1n}/u_{11}\\0&1&.&u_{2n}/u_{22}\\.&.&.&.\\0&0&.&1\end{bmatrix}}}
Per l'unicità della decomposizione {\displaystyle LDU} così effettuata, la simmetria di {\displaystyle A} produce il fatto che {\displaystyle U=L^{T}}, di conseguenza {\displaystyle A=LDU=LDL^{T}}. Ponendo {\displaystyle R=D^{1/2}}, dove {\displaystyle D^{1/2}=\mathrm {diag} (\scriptstyle {\sqrt {u_{11}}},\scriptstyle {\sqrt {u_{22}}},\dots ,\scriptstyle {\sqrt {u_{11}}})}, la simmetria di {\displaystyle A} conduce alla fattorizzazione desiderata in quanto:
{\displaystyle A=LD^{1/2}D^{1/2}L^{T}=R^{T}R}
e {\displaystyle R} è una matrice triangolare superiore con gli elementi della diagonale positivi.
Per ottenere l'implicazione inversa, se {\displaystyle A=RR^{T}} con {\displaystyle R} una matrice triangolare inferiore, allora la fattorizzazione è:
{\displaystyle R=LD={\begin{bmatrix}1&0&.&0\\r_{12}/r_{11}&1&.&0\\.&.&.&.\\r_{1n}/r_{11}&r_{2n}/r_{22}&.&1\end{bmatrix}}} x {\displaystyle {\begin{bmatrix}r_{11}&0&.&0\\0&r_{22}&.&0\\.&.&.&.\\0&0&.&r_{nn}\end{bmatrix}}}
dove {\displaystyle L} è triangolare inferiore con una diagonale di tutti 1 e {\displaystyle D} è una matrice diagonale la cui diagonale è composta dagli elementi {\displaystyle r_{ii}}. Di conseguenza, {\displaystyle A=LD^{2}L^{T}} è la fattorizzazione {\displaystyle LDU} di {\displaystyle A}, e così i pivot devono essere positivi perché sono la diagonale di {\displaystyle D^{2}}.
- Teorema 3: Sia {\displaystyle A_{k}} la principale sottomatrice di guida di dimensione {\displaystyle k\times k} di {\displaystyle A_{n\times n}}. Se {\displaystyle A} posside una fattorizzazione LU allora {\displaystyle \det(A_{k})=u_{11}\cdot u_{22}\cdot \dots u_{kk}} e il k-esimo pivot è {\displaystyle u_{kk}=\det(A_{1})=a_{11}} per {\displaystyle k=1}, mentre è {\displaystyle u_{kk}=\det(A_{k})/\det(A_{k-1})=a_{11}} per {\displaystyle k=2,3,\dots ,n}.

Combinando i teoremi 1, 2 e 3 si conclude che:
- Se la matrice simmetrica {\displaystyle A} può essere fattorizzata come {\displaystyle A=R^{T}R}, dove {\displaystyle R} è triangolare superiore la cui diagonale è composta da elementi positivi, allora tutti i pivot di {\displaystyle A} sono positivi per il teorema 2, e quindi tutti i minori principali di guida di {\displaystyle A} sono positivi per il teorema 3.
- Se la matrice simmetrica non singolare {\displaystyle A} può essere fattorizzata come {\displaystyle A=B^{T}B} allora la decomposizione QR {\displaystyle B=QR} (legata al procedimento di Gram-Schmidt) di {\displaystyle B} produce {\displaystyle A=B^{T}B=R^{T}Q^{T}QR=R^{T}R}, dove {\displaystyle Q} è una matrice ortogonale e {\displaystyle R} è triangolare superiore. Si nota che questo enunciato richiede la non singolarità di {\displaystyle A}.

Dai risultati ottenuti, in particolare dalle due precedenti osservazioni e dal teorema 1, segue che se una matrice reale simmetrica {\displaystyle A} è definita positiva allora possiede una fattorizzazione della forma {\displaystyle A=B^{T}B}, dove {\displaystyle B} è non singolare. L'espressione {\displaystyle A=B^{T}B} implica che {\displaystyle A} può essere fattorizzata come {\displaystyle A=R^{T}R}, dove {\displaystyle R} è una matrice triangolare superiore la cui diagonale è composta da elementi maggiori di zero. In altre parole, una matrice simmetrica è definita positiva se e solo se tutti i suoi minori principali di guida sono positivi. La validità della condizione necessaria e sufficiente è automatica in quanto è stata mostrata per ognuno dei teoremi enunciati.

## Esempio
La matrice:
{\displaystyle {\begin{pmatrix}2&2&1\\2&5&0\\1&0&1\end{pmatrix}}}
è definita positiva, in quanto i determinanti:
{\displaystyle \det(2)=2\qquad \det {\begin{pmatrix}2&2\\2&5\end{pmatrix}}=6\qquad \det {\begin{pmatrix}2&2&1\\2&5&0\\1&0&1\end{pmatrix}}=1}
sono tutti positivi.